# Sammlung Wallmoden
Die Sammlung Wallmoden ist eine Sammlung von 56 antiken, römischen Skulpturen, die zumeist aus dem 1. bis 3. Jahrhundert nach Christus stammen. Sie wurden von Johann Ludwig von Wallmoden-Gimborn in den Jahren 1765 und 1766 in Rom erworben. Die Sammlung gilt als die älteste Antikensammlung Deutschlands. Sie gelangte 1818 in den Besitz des hannoverschen Königshauses und war von 1979 bis 2023 als Leihgabe im Archäologischen Institut der Georg-August-Universität Göttingen ausgestellt. Im weiteren Sinne umfasste die Sammlung Wallmoden einen umfangreichen Buchbestand und mindestens 549 Gemälde, die 1818 versteigert wurden.

## Geschichte

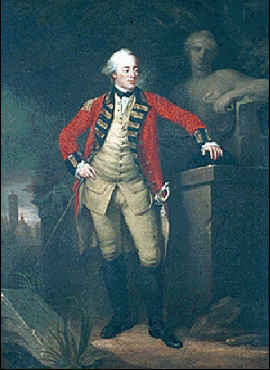
Johann Ludwig von Wallmoden-Gimborn

Johann Ludwig von Wallmoden-Gimborn wurde 1736 als unehelicher Sohn von Georg August und dessen Mätresse Amalie Sophie von Wallmoden geboren. Er war ab 1752 an der Universität Göttingen immatrikuliert. Nach seiner Teilnahme am Siebenjährigen Krieg begann er 1763 eine zweijährige Grand Tour, die ihn unter anderem nach Italien führte. In Rom lernte von Wallmoden den Archäologen Johann Joachim Winckelmann kennen und legte sich folglich eine eigene Sammlung antiker Skulpturen an. Daneben sammelte er auch neuzeitliche, teils kleinformatige Kopien nach antiken Bildwerken. Ermöglicht war ihm dies durch das Erbe seiner 1765 verstorbenen Mutter.
Eine solche private Antikensammlung war in Deutschland einmalig und bedurfte dem englischen Vorbild entsprechend einer angemessenen Aufstellung. Nach seiner Ankunft in Hannover erwarb von Wallmoden daher Grundstücke im Umfeld des Großen Gartens von Herrenhausen, um ein öffentlich zugängliches Schloss zu errichten. Im heutigen Georgengarten ließ er sich eigens für seine Kunstsammlung das Wallmoden-Palais errichten.
Nachdem von Wallmoden-Gimborn 1811 verstorben war, wurde seine Sammlung aufgeteilt. Während er seine Büchersammlung seinem Großneffen Adolphus Frederick vermacht hatte, wurden seine Gemälde- und die Antikensammlung von Georg III. erworben. Dieser erwarb dabei das Wallmoden-Palais mitsamt Inventar. 1818 wurde von Johann Heinrich Ramberg ein Auktionskatalog über 549 Werke der Gemäldesammlung angefertigt, womit schon im September 1818 eine schleppend verlaufende Auktion stattfand.
Die Sammlung antiker Skulpturen verblieb im Besitz des Welfenhauses, wurde jedoch in sich aufgeteilt. Während die antiken Skulpturen an das staatliche und später städtische Kunstmuseum Hannover verliehen wurden, blieben neuzeitliche Kopien aus der Sammlung im Schloss Herrenhausen. Da die Objekte im Museum im Zweiten Weltkrieg ausgelagert wurden, blieben sie erhalten. Die im Schloss verbliebenen Werke gingen hingegen durch Bombentreffer verloren.
Von 1963 bis 1979 waren die Objekte der Antikensammlung als Leihgabe im Kestner Museum in Hannover ausgestellt.
1979 wurde die Antikensammlung auf Initiative von Klaus Fittschen als Dauerleihgabe an das Archäologische Institut der Universität Göttingen verliehen. Es erfolgte dazu eine Reinigung und Restaurierung der 56 entliehenen Objekte. Da die Werke schon bei der Aufnahme in die Sammlung von Wallmodens restauriert und überarbeitet worden waren, waren sie von besonderer Bedeutung für die universitäre Lehre, denn anders als an Gipsabgüssen lässt sich hieran die komplizierte Unterscheidung antiker und neuzeitlicher Elemente erlernen, wie sie für die professionelle Analyse griechisch-römischer Skulpturen aus altem Sammlungsbesitz unerlässlich ist.

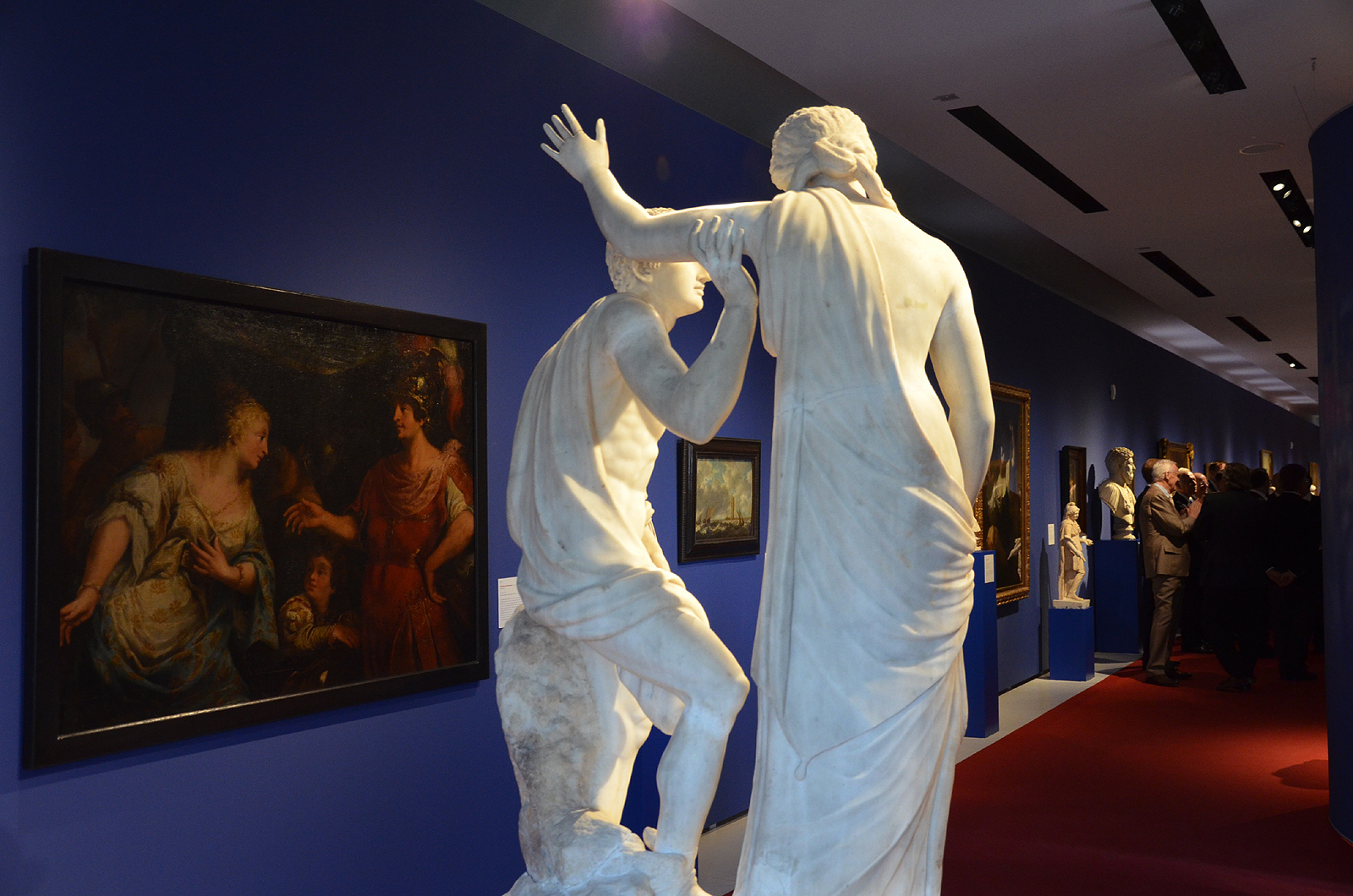
Teile der wieder zusammengestellten Kunstsammlung im Museum im Schloss Herrenhausen während der Ausstellung Als die Royals aus Hannover kamen, 2014

2014 wurden einige Werke der verschollenen Gemäldesammlung und der damals in Göttingen befindlichen Antikensammlung gemeinsam auf der Ausstellung Als die Royals aus Hannover kamen aus Anlass des Jubiläums der Personalunion zwischen Großbritannien und Hannover ausgestellt.
Die Objekte waren seitdem in einem rückwärtigen Flügel des Seminargebäudes am Nikolausbergerweg 15 ausgestellt. Im Rahmen der Sonntagsspaziergänge konnte die Ausstellung in unmittelbarer Nähe zur Gipsabgusssammlung besucht werden. 2016 wurden die Räumlichkeiten renoviert, eine neue Farbgestaltung sowie eine Neubeschriftung und eine Neuaufstellung vorgenommen. Im Beisein des Leihgebers Ernst August von Hannover wurde sie im Juni 2016 wieder eingeweiht. Zugleich wurde der 80. Geburtstag von Klaus Fittschen gefeiert. Im Vorjahr erschien ein von diesem herausgegebener umfassender Katalog der Werke der Antikensammlung.
Anfang Mai 2023 wurde bekannt, dass Ernst August von Hannover den Leihvertrag aufgekündigt hatte und die Sammlung Wallmoden zum 1. Juni 2023 zurück nach Hannover gehen würde. Am 13. und 14. Mai 2023 wurde die Sammlung aus diesem Anlass mit Vorträgen gewürdigt und aus Göttingen verabschiedet. Gründe für die Kündigung des Leihvertrags wie auch der weitere Verbleib der Sammlung sind bislang nicht veröffentlicht.

## Bestand
Die eigentliche Sammlung von Johann Ludwig von Wallmoden-Gimborn bestand aus 8588 Büchern, wenigstens 549 Gemälden und 80 Skulpturen, von denen 44 antike Skulpturen des 1. bis 3. Jahrhunderts sind.
Die Sammlung fußt auf von Wallmodens engem Kontakt zu Johann Joachim Winkelmann und dessen Rezeption und Forschung zur Kunst der Antike. Die Käufe verliefen zumeist über Kunsthändler und Kunstagenten, wie Johann Friedrich Reiffenstein, Bartolomeo Cavaceppi, Nicolas Henri Joseph de Fassin, Gavin Hamilton und vor allem Thomas Jenkins.

### Antikensammlung
Die Antikensammlung von Johann Ludwig von Wallmoden-Gimborn bestand bei seinem Ableben aus etwa 80 Skulpturen, von denen 44 antike Originale sind. Sie stammen teils aus älteren Sammlungen, wie denen der Familien Barberini, Colonna und Spada, es handelt sich jedoch auch um einige neu gefundene Objekte. Die Objekte der Sammlung erfuhren jedoch zumeist Überarbeitungen und Ergänzungen durch italienische Bildhauer, wie Bartolomeo Cavaceppi und Carlo Albacini, dies geschah dem ästhetischen Empfinden der Zeit gemäß. Ergänzt wurde die Sammlung durch etwa 30 neuzeitliche Nachbildungen antiker Skulpturen, teils in Originalgröße. Diese Kopien wurden größtenteils im Zweiten Weltkrieg zerstört.
Bei zahlreichen Werken der Sammlung handelt es sich um römische Kaiser- und Privatporträts, bei denen sich von Wallmoden auf zum Teil abenteuerliche Benennungen durch die Kunsthändler verließ. Durch den weiteren Schwerpunkt auf mythologische-dekorative Werke nach dem Geschmack des mittleren 18. Jahrhunderts ist die Sammlung Wallmoden in ihrem Zusammenhang ein hervorragendes Dokument der Antikenrezeption des 18. Jahrhunderts. Dennoch folgte von Wallmoden keinem bestimmten Programm, sondern von Angebot, Preisgestaltung und den Exportbedingungen abhängig.
Sowohl Christian Gottlob Heyne als auch Georg Christoph Lichtenberg war die Sammlung bekannt, letzterer besuchte die Sammlung in Hannover. Heyne erwähnte Objekte daraus gelegentlich in seinen Archäologie-Vorlesungen. Basilius von Ramdohr schreibt 1812 über die Sammlung: „Die Sammlung des Grafen Wallmoden: zu bekannt, um weitlaeufig davon zu reden; gleich in- teressant durch die antiken Statuen und Gemaehlde der italienischen Schule. Ich habe Ursache zu glauben, daß diese Sammlung, besonders im Ganzen, zu erstehen waere.“
Besonders bemerkenswerte Stücke der Antikensammlung sind eine Perseus und Andromeda-Gruppe, die unter anderem von Carl Oesterley abgebildet wurde, und eine Variante der Knöchelspielerin, die 1765 in den Gärten des Sallust in Rom gefunden und von Bartolomeo Cavaceppi ergänzt wurde. 1781 schenkte von Wallmoden der Universität Göttingen einen Gipsabguss, der seit 2016 anstelle des antiken Originals ausgestellt wurde. Dieses befindet sich, wie auch Perseus und Andromeda wiederum als Leihgabe im Burghley House.

### Gemäldesammlung
Die Gemäldesammlung umfasste mindestens 549 Werke und wurde ebenfalls im Wallmoden-Palais ausgestellt. Etwa ein Viertel der Sammlung konnte von Ralf Bormann im Vorfeld der Ausstellung Als die Royals aus Hannover kamen (2014) identifiziert, ca. 80 Werke auch lokalisiert werden. Es waren in ihr alle kanonischen Gattungen vertreten und neben Historiendarstellungen vor allem Landschaften mit je einem Drittel des Bestandes breit vertreten. Grund dafür könnte von Wallmodens Interesse an englischen Landschaftsgärten gewesen sein. Dabei stammt beinahe die Hälfte der Werke von niederländischen Künstlern, ein Drittel der Landschaftsgemälde von Italienern. Bei einem Sechstel des Gesamtbestandes handelte es sich um Porträts, bei einem weiteren Sechstel um Genremalerei und Stillleben.
Kurator der Gemäldesammlung war Johann Gerhard Huck. Als Hofkupferstecher fertigte er Stiche einiger Gemälde an, wohl als Vorlage für einen nie fertiggestellten Sammlungskatalog.